# Hoy es hoy
Hoy es hoy es el séptimo álbum de estudio de la banda argentina de blues rock Memphis la Blusera, publicado por DBN en 1998.

## Origen del nombre
Adrián Otero, vocalista de la banda en ese entonces, contó que el nombre del disco se centra principalmente en vivir el hoy, sin pensar en el pasado o en el mañana, explicando que también tuvieron en cuenta poner de nombre algo relacionado al 20° aniversario de Memphis, pero, lo sintieron monótono, por lo tanto optaron por la primera opción.

## Lista de canciones
| N.º     | Título                 | Escritor(es)                      | Duración |  |
| 1.      | «Caliente»             | Otero - Beiserman                 | 3:36     |  |
| 2.      | «Animal feliz»         | Otero - García                    | 3:42     |  |
| 3.      | «La última lágrima»    | Otero - Prado                     | 3:40     |  |
| 4.      | «El viento te lo dirá» | Otero - Beiserman                 | 4:04     |  |
| 5.      | «Hoy es hoy»           | Otero - Beiserman                 | 4:34     |  |
| 6.      | «Vuelvo a casa mamá»   | Otero - Beiserman                 | 3:18     |  |
| 7.      | «País de pegamento»    | Otero - García                    | 5:18     |  |
| 8.      | «Una ciudad»           | Otero - Beiserman                 | 6:27     |  |
| 9.      | «Tangazo»              | Otero - Beiserman                 | 2:56     |  |
| 10.     | «Adicción»             | Otero - Prado                     | 3.50     |  |
| 11.     | «Sr. basurero»         | Otero - García                    | 3:01     |  |
| 12.     | «Blues de Hamburgo»    | Otero - Beiserman                 | 6:50     |  |
| 13.     | «La zancada»           | García - Beiserman - Prado - Mira | 4:40     |  |
| 14.     | «Es simplemente amor»  | Otero - Beiserman                 | 4:24     |  |
| 1:00:45 |                        |                                   |          |  |

## Integrantes
- Adrián Otero - voz principal y coros
- Emilio Villanueva - saxofón
- Alberto García - guitarra eléctrica
- Daniel Beiserman - bajo
- Fabián Prado - piano y órgano
- Marcelo Mira - batería

Músico invitado
- Gonzalo Palacios - saxofón tenor